# Oston Urunov
Oston Rustam oʻgʻli Urunov (ur. 19 grudnia 2000 w Nawoi) – uzbecki piłkarz grający na pozycji ofensywnego pomocnika. Od 2021 jest piłkarzem klubu FK Ufa, do którego jest wypożyczony ze Spartaka Moskwa.

## Kariera klubowa
Swoją karierę piłkarską Urunov rozpoczął w klubie Paxtakor Taszkent. W 2017 roku stał się członkiem pierwszego zespołu, a niedługo potem został wypożyczony do Navbahoru Namangan. 16 września 2017 zadebiutował w jego barwach w Oʻzbekiston PFL w wygranym 2:1 domowym meczu z Metallurgiem Bekobod. W 2018 roku został wykupiony przez Navbahor i grał w nim do lipca 2019.
W lipcu 2019 Urunov przeszedł do Lokomotivu Taszkent. Swój debiut w nim zanotował 26 lipca 2019 w przegranym 0:1 wyjazdowym spotkaniu z Soʻgʻdiyoną Dżyzak. W sezonie 2019 wywalczył z Lokomotivem wicemistrzostwo Uzbekistanu.
10 lutego 2020 Urunov został sprzedany za 200 tysięcy euro do FK Ufa. 9 marca 2020 zaliczył debiut w Priemjer-Lidze w zremisowanym 0:0 wyjazdowym meczu z Zenitem Petersburg.
5 sierpnia 2020 Urunov przeszedł z Ufy do Spartaka Moskwa za milion euro. 29 sierpnia 2020 zanotował swój debiut w Spartaku w zwycięskim 2:1 domowym meczu z Arsienałem Tuła. W sezonie 2020/2021 wywalczył ze Spartakiem wicemistrzostwo Rosji, jednak w trakcie sezonu trafił na półtoraroczne wypożyczenie do Ufy.
| Sezon   | Klub               | Kraj       | Rozgrywki       | Mecze | Gole |
| ------- | ------------------ | ---------- | --------------- | ----- | ---- |
| 2017    | Navbahor Namangan  | Uzbekistan | Oʻzbekiston PFL | 9     | 1    |
| 2018    | Navbahor Namangan  | Uzbekistan | Oʻzbekiston PFL | 30    | 0    |
| 2019    | Navbahor Namangan  | Uzbekistan | Oʻzbekiston PFL | 12    | 2    |
| 2019    | Lokomotiv Taszkent | Uzbekistan | Oʻzbekiston PFL | 13    | 1    |
| 2019/20 | FK Ufa             | Rosja      | Priemjer-Liga   | 10    | 0    |
| 2020/21 | Spartak Moskwa     | Rosja      | Priemjer-Liga   | 8     | 0    |
| 2020/21 | FK Ufa             | Rosja      | Priemjer-Liga   | 8     | 0    |

## Kariera reprezentacyjna
W reprezentacji Uzbekistanu Urunov zadebiutował 2 czerwca 2019 w przegranym 0:2 towarzyskim meczu z Turcją, rozegranym w Antalyi, gdy w 60. minucie zmienił Kuvondyka Ruzyeva.